# الحركة الوطنية للانتخابات الحرة
الحركة الوطنية للانتخابات الحرة أو النامفريل عبارة عن منظمة لمراقبة الانتخابات في الفلبين. وتعد هذه الحركة هي الأولى من نوعها كما أنها من أشهر حملات مراقبة الانتخابات. ومن المعروف أن هذه الحركة قامت بإدخال الحركات الوطنية غير الحزبية لمراقبة الانتخابات إلى الفلبين بعد كشفها عن الملابسات المتصلة بالانتخابات المبكرة في 1986.
تأسست حركة النامفريل على يد جوزيه سانتوس كونسيبسيون، وانتظمت بشكل رسمي في أكتوبر 1983 حيث بدأت كفرع للجنة تسجيل الناخبين الجدد التي تأسست في الستينيات من القرن العشرين. وتحظى حاليًا بدعم أكثر من 140 متبرعًا و125 منظمة. ويرأس الحركة حاليًا خوسيه كويسيا، بينما يشغل فيسنتي جايمي، القائم السابق بأعمال رئيس النامفريل منصب مستشار بارز في المجلس الوطني.
وتهدف الحركة إلى ضمان «انتخابات حرة ومنظمة ونزيهة» في الفلبين. وهذه الحركة هي عبارة عن منظمة غير حزبية تضم أكثر من 250000 عضو متطوع من مختلف المنظمات الدينية والمدنية والتجارية والمهنية ومنظمات العمل والشباب والمنظمات التعليمية وغير الحكومية.
قامت لجنة الانتخابات (كوميليك) باعتماد النامفريل لتكون «ذراعًا» لها منذ عام 1986 لإجراء فرز متوازٍ للأصوات، وهو ما أطلق عليه «الفرز السريع للأصوات». وفي عام 1986, تمكنت النامفريل من جمع 500000 متطوع من جميع أنحاء الدولة لمراقبة الانتخابات الرئاسية المبكرة. وفي الوقت الذي أعلن الرئيس فرديناند ماركوس عن فوزه في الانتخابات، أظهر فرز الأصوات الذي أجرته النامفريل فوز كورازون أكينو. وفي الأيام التي تلت، قامت الثورة الشعبية الفليبينية (ثورة إدسا) ورفعت أكينو إلى الحكم.
لم يُسمح لحركة النامفريل أن تقوم بفرز الأصوات في الانتخابات الرئاسية الفلبينية التي عُقدت بنظام التصويت الإلكتروني في عام 2010. ومن ثم، قادت المنظمة بعثة لمراقبة الانتخابات في جميع أنحاء الدولة وأطلقت عليها اسم «حراس الشعب».
وفي الوقت الحاضر، تتميز النامفريل بأنها نشطة على الصعيد الدولي، حيث يعمل موظفو الحركة ومتطوعوها كمدربين وأعضاء في فرق المراقبين، ومديرين للانتخابات وخبراء في 31 دولة، في كمبوديا في أولى تجاربها مع الانتخابات البرلمانية لعام 1998 في كمبوديا.
في عام 1998, حضر ممثلون عن النامفريل مؤتمر المعهد الدولي للديمقراطية والمساعدة الانتخابية في كوبنهاغن.

## وصلات خارجية
- Official NAMFREL Website
- An excerpt from Bantay Ng Bayan (Sentinels of the People) Stories of the NAMFREL crusade 1984-1986, by Kaa Byington
- PCIJ profile of Jose S. Concepcion, Jr.